# CtRNA

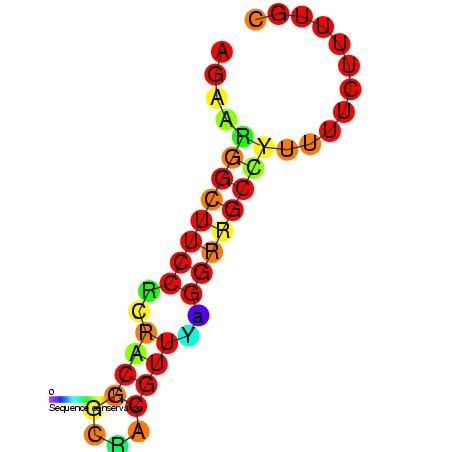
Struktur der ctRNA p42d

ctRNA (englisch counter-transcribed RNA ‚gegentranskribierte RNA‘) sind RNA aus Bakterien, mit der die Anzahl an Plasmiden in einer Bakterienzelle begrenzt wird. Die Hemmung erfolgt bei der Replikation des Plasmids. Die Begrenzung der Replikation durch ctRNA ist ein Mechanismus zur Begrenzung der Plasmidkopieanzahl, z. B. zur Vermeidung einer übermäßigen Genexpression der Gene auf dem Plasmid.

## Eigenschaften
ctRNA sind nichtcodierende Ribonukleinsäuren, die an die mRNA von RepB binden und dessen Translation hemmen. RepB ist ein Protein, das die Rolling circle replication von Plasmiden einleitet. Durch die Hemmung der Transkription von RepB wird die Plasmidkopienanzahl im Bakterium gesenkt. Daher werden die ctRNA-enthaltenden Plasmide als low copy number plasmids bezeichnet. 
In Corynebacterium glutamicum dient ctRNA als Antisense-RNA. In Enterococcus faecium enthält das Plasmid pJB01 die drei offenen Leseraster copA, repB und repC und auf dem gegenüberliegenden Strang zwischen copA und repB liegt die Sequenz der pJB01-ctRNA, welche an die drei offenen Leseraster bindet und deren Translation hemmt. Weitere ctRNA wurden bei Laktokokken, Streptococcus thermophilus, und Rhizobium etli beschrieben.
ctRNA, Iterons und Antisense-RNA sind bakterielle Mechanismen zur Beschränkung der Plasmidkopieanzahl.